# Casearia stipitata
Casearia stipitata Mast. – gatunek rośliny z rodziny wierzbowatych (Salicaceae Mirb.). Występuje naturalnie w Wybrzeżu Kości Słoniowej, Nigerii, Kamerunie, Republika Środkowoafrykańskiej, Gabonie oraz Demokratycznej Republice Konga]. 

## Morfologia
PokrójZrzucające liście drzewo dorastające do 15 m wysokości.
LiścieBlaszka liściowa ma kształt od podługowato-owalnego do podługowatego. Mierzy 10–20 cm długości oraz 3–5 cm szerokości, jest ząbkowana na brzegu lub całobrzega, ma klinową nasadę i spiczasty wierzchołek. Ogonek liściowy jest nagi i dorasta do 5–10 mm długości.
KwiatySą zebrane w pęczki, rozwijają się w kątach pędów. Mają 4 działki kielicha o owaknym kształcie i dorastających do 2–3 mm długości. Kwiaty mają 8 pręcików.
OwoceMają niemal jajowaty kształt i osiągają 10–15 mm średnicy.

## Biologia i ekologia
Rośnie w lasach oraz na brzegach cieków. Występuje na wysokości od 200 do 1700 m n.p.m.